# Nindowari
Nindowari, también conocida como Nindo Damb, es un sitio arqueológico de la cultura Kulli , data del periodo calcolitico, en el distrito de Kalat de Beluchistán, Pakistán. La investigación arqueológica del sitio sugiere que el complejo Nindowari estuvo ocupado por Harappa antes de la llegada de la cultura Kulli (relacionada y probablemente derivada de la cultura Harappa.

## Localización
Nindowari se encuentra a unos 240 kilómetros (150 millas) al noroeste de Karachi, en el valle de Ornach en Tehsil Wadh del distrito de Kalat . Se encuentra ubicado en la margen derecha del río Kud, un afluente del río Porali.

## Historia

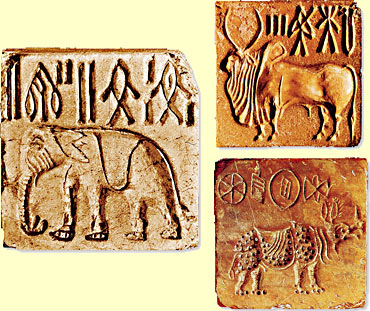
La cerámica de Nal y estatuillas de terracota con dibujos de toros (parecidas a las de arriba) mostró que Nindowari fue alguna vez ocupado por Harappa

Nindowari es un sitio de la prehistórica cultura Kulli de Beluchistán, relacionada con la cultura Harappa. El sitio, repartido en un área de 124 acres y 75 pies (23 m) de altura, es el mayor complejo Kulli descubierto hasta el momento. El establecimiento fue construido en una cama esquisto plana con una plataforma cuadrangular central, que estaba rodeado de edificios en un lado. Montículos de varias alturas estuvieron localizadas en el área. El montículo central cerca de la plataforma se elevaba a una altura de 82 pies (25 m) y consistía en grandes piedras y cantos rodados. Se accede a la cumbre del montículo a través de una escalera desde la plataforma. Se le considera un monumento Otro montículo, llamado Kulliki-un Damb (Montículo de Alfarería), se encuentra 590 pies (180 m) al sur del montículo principal. El sitio ofrece evidencia de que la cultura Kulli podría estar fuertemente asociado con el cultura Harappa si es que no deriva directamente de esta. Los artefactos excavados del lugar muestran que las dos culturas tenían una estrecha interacción.
El sitio fue probablemente abandonado debido a un levantamiento el cual cortaba su fuente de agua: el río Kud.

## Excavaciones
El sitio fue descubierto por Beatrice De Cardi en 1957. La misión Arqueológica francesa, dirigida por Jean-Marie Casal, y Departamento de Arqueología, Pakistán más tarde llevó a cabo las excavaciones Nindowari desde 1962 hasta 1965, descubrieron restos de un asentamiento Kulli que data del tercer milenio antes de Cristo. Estas excavaciones desenterraron cerámica Kulli-Harappa y jarrones con figuras de animales, en su mayoría toros y aves. También se descubrieron figurillas de terracota de mujeres adornadas con joyas con detalles elaborados. Se hallaron cerámica de Nal (antigua cerámica de la civilización del Indo) LAs excavaciones sugieren una ocupación pre-Kulli y que los Harrapa se establecieron en la zona en épocas tempranas. (3200 a 2500 aC).

## Estado
Nindo Dam es uno de los 27 Monumentos y Sitios Arqueológicos en Beluchistán notificados y protegidos por el Gobierno Federal bajo el Acta Federal de Antigüedades.